# Johannes Rosierse

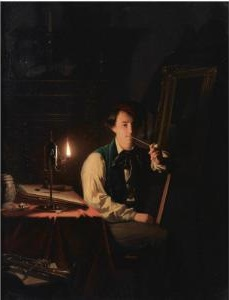
Zelfportret De kunstenaar in zijn atelier, ca. 1850

Johannes Rosierse (Dordrecht, 11 september 1818 - aldaar, 16 november 1901) was een Nederlands kunstschilder. Hij werd voornamelijk bekend door zijn interieurs met figuren, meestal bij kaars- of lamplicht.

## Leven en werk
Rosierse werd geboren in Dordrecht en zou daar, behoudens een kort uitstapje naar Leeuwarden, de rest van zijn leven wonen en werken. Aanvankelijk was hij winkelbediende in een schoenmakerij, maar later koos hij voor de schilderkunst en werd hij leerling van Machiel Versteeg en Johannes Boshamer. Via zijn leermeesters maakte hij kennis met het werk van Godfried Schalcken (1643-1706), die bekend was om zijn interieurs bij kaarslicht. Al snel adopteerde hij dat genre en ontwikkelde het tot een specialiteit, net als diverse andere schilders dat toentertijd deden (Petrus van Schendel, Joannes Christoffel Vaarberg).
Tussen 1840 en 1889 exposeerde Rosierse regelmatig op de jaarlijkse Tentoonstelling van Levende Meesters. Hij was erelid van het Dordtse kunstenaarsgenootschap Pictura. In 1901 kwam hij te overlijden, 83 jaar oud. Zijn werk in onder andere te zien in het Dordrechts Museum en in het Fries Museum te Leeuwarden, maar bijvoorbeeld ook in Montpellier.

## Galerij

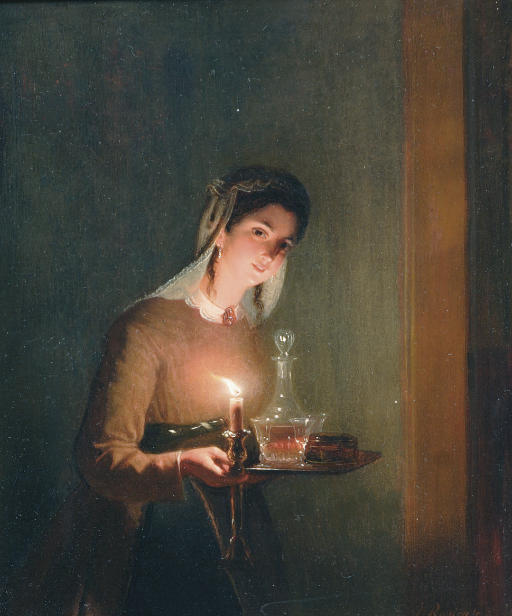
Slaapdrankje, ca. 1860
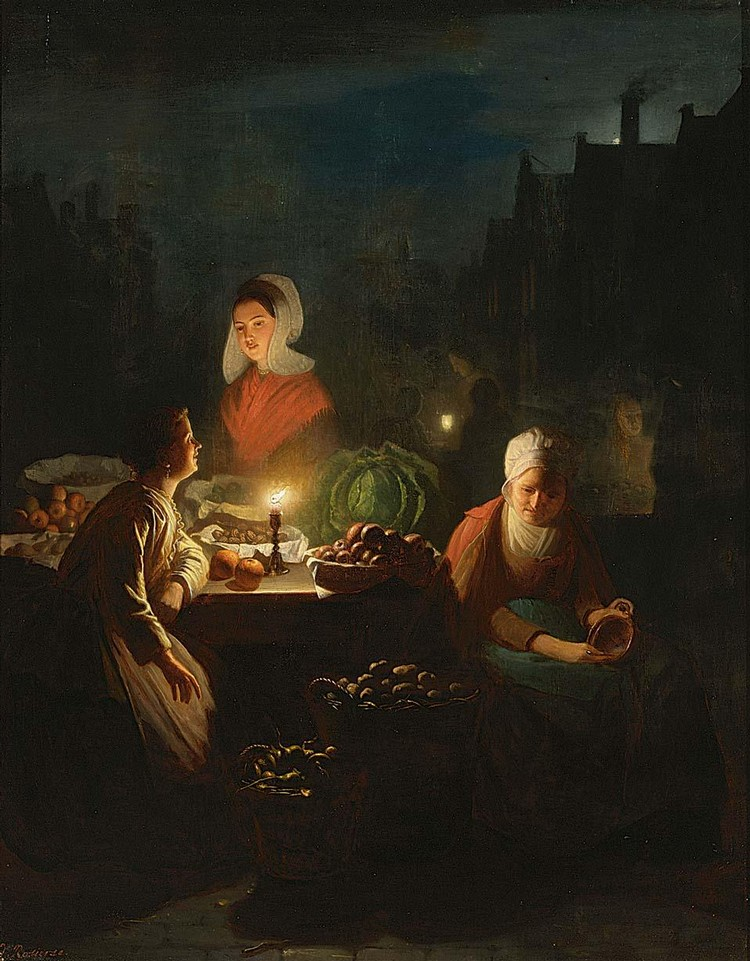
De groenteverkoopster, ca. 1860
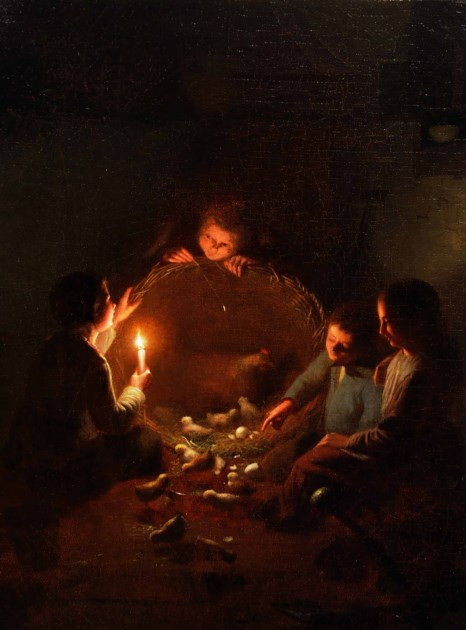
Een klein wonder bij kaarslicht, ca. 1860
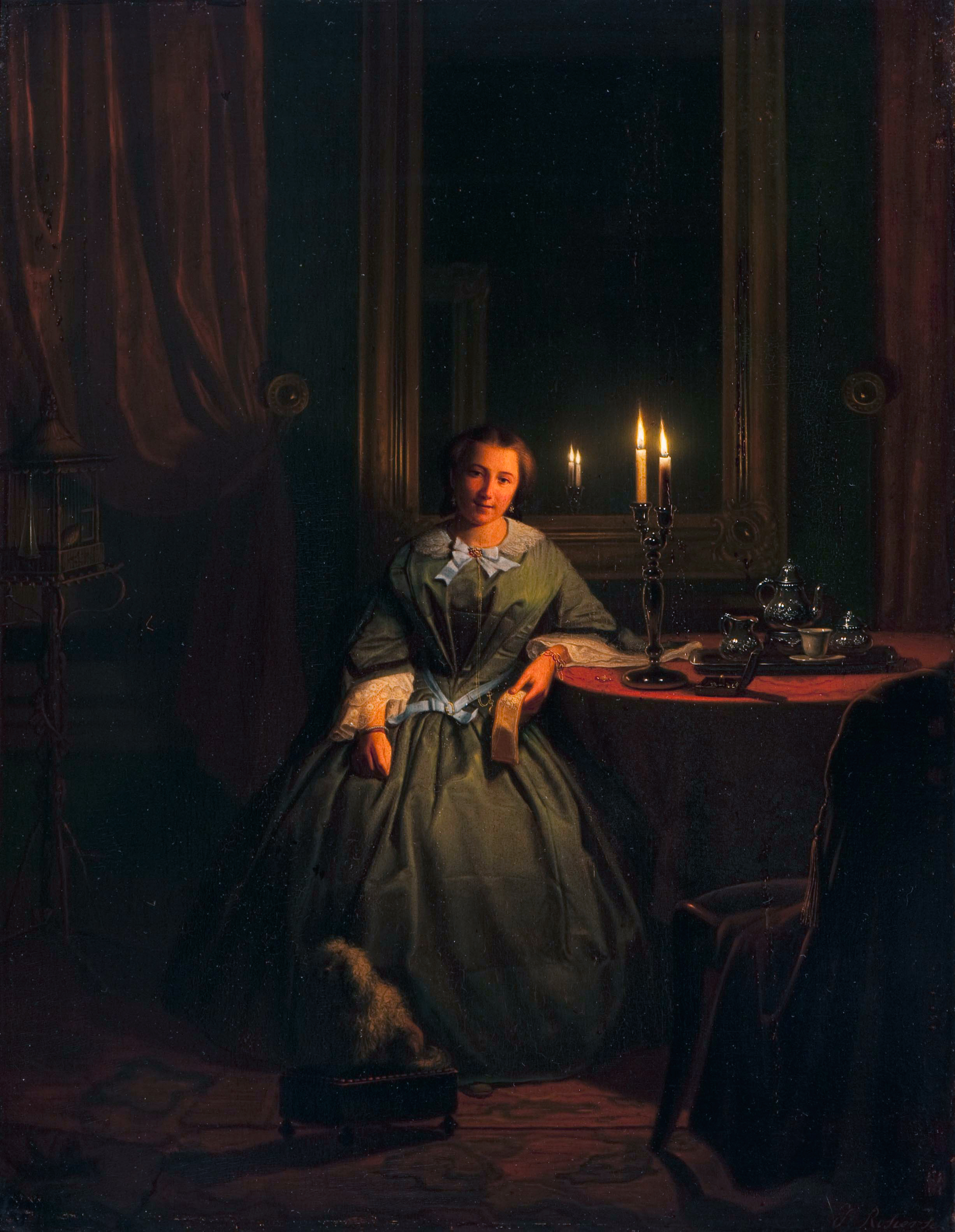
Jonge vrouw aan de tafel bij kaarslicht